# Дрогобицьке Святоюрське братство
Дрогобицьке Святоюрське братство — національно-релігійна громадська організація православних українських шляхтичів та міщан Дрогобича з кінця XVI до XVII ст., з 1690-х років — унійне (греко-католицьке) братство. Поруч з ним існувало Дрогобицьке Воздвиженське братство.

## Історія

### Утворення
Стосовно часу заснування Святоюріївського братства серед дослідників існують розходження. В. Александрович вважає, що дрогобицькі братства Св. Юрія і Св. Параскеви були засновано 1589 року, коли були ухвалені їх статути. При цьому вченим практично не відомі статути в редакціях (списках) XVI ст. Утворилося навколо церкви Святого Юра.
Я. Ісаєвич навів важливий факт в історії братства, пов'язаний зі священиком Павлом Терлецьким, який в 1619 року змушений був підкоритися святоюрському братству (згаданий священик, фактично, передав братству храм з рухомим майном і водночас визнав його ставропігійні права. Відтак, уявлення про те, що найдавніші документально зафіксовані факти про діяльність святоюрського братства відносяться до початку XVII ст., набрали виразних рис. Польська дослідниця Б. Лоренс, фактично підтримала думку Я. Ісаєвича.
У зв'язку з невирішеністю датування найдавнішого братського статуту, який уміщував ставропігійні статті XVI ст., дослідники припускають, що йдеться про об'єднання мирян, яке сформувалося давніше. Імовірно, воно таки уконституювалося ще в XVI ст., можливо — в час урядування єпископа Антонія Радиловського (1549—1586 рр.), прихильного до братського руху.
Незабаром було утворено юнацьке (молодше) братство церкви Св. Юрія в Дрогобича, але статут цього братства натепер невідомий. Стрімкий розвиток відбувався до Берестейської унії 1596 року. Потім настав деякий занепад. Відновлення діяльності почалося з 1633 року, часу королювання Владислава IV.
Новий занепад братства відбувся у 1650-х роках. У 1656 році у часи шведського вторгнення до Речі Посполитої дерев'яна церква Св. Юра згоріла, за кошти братства розпочалося спорудження нового храму. Про це знайдено відповідний протокольний запис. Землю під церкву та ґрунт із цвинтарем братству було подаровано представниками роду Терлецьких. Її споруджено близько 1674 року. 1682 році єпископ Інокентій Винницький ще раз затвердив діяльність братства.
Після того як перемишлянський єпископ Інокентій у 1691 році впровадив на Перемишлянській землі норми берестейської унії, то церква Св. Юра разом з братством поступово перейшла з православ'я до уніатства. Це призвело до частково відходу незгодних з цим рішенням братчиків від діяльності Свтоюрського братства.
Вже в середині XVIII ст. діяльність Святоюрського братства відроджується. Було прийнято статут братства, затвердженого греко-католицьким єпископом Онуфрієм Шумлянським 1746 року. Його оригінал (з бібліотеки Перемишльської капітули) зберігається тепер у рукописному відділі Бібліотеки Народової у Варшаві.
У 1740—1770-х роках Дрогобицьке Святоюрське братство активно діяло. Втім останні збори цього братства відбулися у 1789 році, після цього братство припинило своє існування. Можливо, це сталося під впливом австрійської влади.

### Статут
Відомі лише перші згадки про статут братства, що відносяться до 1580-х років. Відповідно до нього збори братства обов'язково збиралися раз на рік у Хомину неділю відразу після Великодня (в 1667, 1669—1674, 1682—1689 рр. збори збиралися в другу неділю після Великодня — неділю Мироносиць). Оновлений статут було прийнято у 1682 році.
Новий статут унійного братство прийнято й затверджено у 1746 році. Б. Лоренс, авторка монографії про церковні братства Перемишльської єпархії, вказала на структуру статуту, а також показала вплив на нього унійної церкви, зреформованої Замойським синодом 1720 року. Однак дрогобицький статут містив і не зовсім типові норми. Так, наприклад, він окремо обумовлював вступ до членів братства шляхти, а також жінок. Отже, на відміну від більшості братств, які з XVI ст. були, фактично, одностатевими, тобто, складалися винятково з чоловіків (при цьому допускалися окремі молодші і сестринські згромадження), дрогобицьке братство Св. Юрія було різностатевим. Щоправда, діяльність жінок у мирянському згромадженні була обмежена певними нормами: наприклад, участю в похоронах, акціях милосердя та ін. Інша цікава норма пов'язана з тим, що статут згадує молодше братство, старшини якого входили до уряду старшого братства.

### Кошти і пожертви
У протоколах братства чимало інформації про братський скарб, який складався зі складок/внесків членів братства. У XVII ст. в братствах Перемишльської єпархії внесок складав, у переважній більшості випадків, 0,5 гр. У XVIII ст. квота зросла до 3 гр.
За статутом 1746 року вона становила в святоюрському братстві рекордну суму — 10 гр. Вступне до старшого братства становило 12 гр., до молодшого — ще й фунт воску. Кошти збиралися, зазвичай, під час Служби Божої. Збірка проводилася також і на свято Святого Юрія. Так, наприклад, 1742 року на це свято зібрали 16 зол. з «великої пушки», 4 зол. 11 гр. на Великдень. В окремі моменти братська скринька була досить багатою: так, наприклад, 1657 року, коли були зібрані гроші на відновлення церкви, вона становила 1215 зол.
Не частими були пожертви братству та церкві. 1692 р. вдова Якимця Ілюшового подарувала на церкву прут поля. На початку XVIII ст. Еліяш Максимович фундував братству 100 зол., але братство мало відібрати ту суму в боржників Гарасима Хом'яка (70 зол.) і Івашка Дурняка (30 зол.). Наприкінці реєстру майна 1716 року сказано, що Февронія Івана Костевого подарувала коралі на образ Богородиці.

### Діяльність
З джерел першої половини XVI ст. відомо також, що 1627 року дрогобицьке братство звернулося з листом до перемишльського. Як уважає Я. Ісаєвич, авторами листа могли бути братчики обох мирянських об'єднань — Святоюрського і Воздвиженського. З пізніших джерел відомо, що дрогобицькі братства нерідко виступали від імені загальноміського мирянського об'єднання. З огляду на це вважається про плідну співпрацю обох братств Дрогобича.
У 1656 році у часи шведського вторгнення до Речі Посполитої дерев'яна церква Св. Юра згоріла, за кошти братства розпочалося спорудження нового храму. Про це знайдено відповідний протокольний запис. Її споруджено близько 1657 року.
Церква Св. Юрія була в XVI ст. намісницькою (у XVII ст. ці права перейшли до церкви Св. Трійці, розміщеної на середмісті), вплинуло, очевидно, на статус братства. Так, уже в першому протокольному записі 1657 р. викладене засадниче положення: на «схадзку еноралную» в Хомину неділю братчики збиралися за оповіщенням «презвитера на тот час будучого, на амбоне» і за «упрошеніем» старших братів (арк.2). Відтак, священик був присутній на засіданнях братства. У другій половині XVII ст. святоюрським парохом був о. Василь Терлецький, який досить часто фігурує в протоколах. Після смерті В. Терлецького братство обирало своїх (братських) священиків. Так, за протоколом 1693 р., парохом був Григорій Проскурка, якому братство видало із зібраних коштів 20 зол.
Більшість записів XVIII ст. зроблено староукраїнським скорописом. Поступово, у вписах братчиків, упроваджувалась старопольська мова, яка домінує у записах ХІХ ст. Часом латинка використовувалась для руськомовних записів. Відтак, руськомовні і польськомовні записи чергуються. Крайні хронологічні межі записів — 1734—1885 рр.
Братство зобов'язувалося роздавати милостиню з братського скарбу на Різдво Христове у всіх в'язницях і шпиталях, а також убогим на вулицях міста. За кошти братства влаштовувалися похорони бідних парафіян, а також убогих. За записом 1725 року, Марія Королиха за перебування в шпиталі зобов'язувалася достарчити братству гонт на покрівлю. 1727 року Іван Цюшков офірував за рік перебування в шпиталі 3 зол.

### Школа
Перша згадка про братську школу відноситься до 1713 року. Втім науковці вважають, що ця школа діяла і раніше. Так, наприклад, братський бакаляр згадується в протокольному записі 1692 року.